# Forze dei sistemi senza pilota
Le Forze dei sistemi senza pilota (in ucraino Сили безпілотних систем?, Syly bezpilotnych system) sono il ramo delle Forze armate ucraine che gestisce i veicoli robotici e a pilotaggio remoto terrestri, navali e aerei. Si tratta della prima forza armata indipendente di questo tipo al mondo.

## Storia
Il 6 febbraio 2024 il Presidente dell'Ucraina Volodymyr Zelens'kyj ha pubblicato un decreto per dare istruzioni al Governo e allo Stato Maggiore di considerare la creazione di una nuova forza armata per la gestione e lo sviluppo di sistemi d'arma autonomi. Successivamente il Consiglio per la sicurezza e la difesa nazionale dell'Ucraina ha preso in esame la proposta.
Il 9 febbraio è stato annunciato che il colonnello Vadym Sucharevs'kyj è stato nominato vice comandante delle Forze armate dell'Ucraina e responsabile dell'implementazione dei sistemi senza pilota. Sin dall'inizio dell'invasione russa dell'Ucraina del 2022 Sucharevs'kyj si trovava al comando della 59ª Brigata motorizzata "Jakiv Handzjuk", all'interno della quale ha operato per lungo tempo una delle più specializzate ed efficaci unità di droni, la "Birds of Madyar".
Il 7 maggio il Gabinetto dei ministri dell'Ucraina ha approvato il decreto presidenziale, sviluppato in collaborazione con il Ministero della difesa, costituendo ufficialmente le Forze dei sistemi senza pilota. Il 10 giugno Sucharevs'kyj è stato ufficialmente nominato comandante della nuova forza armata. Nel gennaio 2025 la 59ª Brigata motorizzata è stata riorganizzata come brigata d'assalto e trasferita alle Forze dei sistemi senza pilota, diventando la prima e unica unità di fanteria a farne parte, mentre il 9º Battaglione della brigata è stato distaccato e riorganizzato a sua volta, diventando la 9ª Brigata sistemi senza pilota. Nel maggio 2025 è stato costituito il progetto "Drone Line", che raggruppa all'interno di un unico comando sia le unità di droni delle Forze di sistemi senza pilota che quelle appartenenti alle Forze terrestri ucraine.

## Unità militari
- 9ª Brigata sistemi senza pilota (Kodyma, unità militare A2896)
  -  Legione Caucasica[11]
- 59ª Brigata d'assalto "Jakiv Handzjuk" (Hajsyn, unità militare A1619)
- 14º Reggimento sistemi aerei senza pilota (unità militare A4714)
  - 1º Battaglione droni
  - 2º Battaglione droni "V Legion"
  -  3º Battaglione droni "Nachtihal"
- 412º Reggimento sistemi senza pilota "Nemesis" (unità militare A4919)
- 413º Battaglione sistemi senza pilota "Raid"
- 424º Battaglione sistemi senza pilota "Svarog"
- Battaglione sistemi senza pilota "Flying Skull"
- 83º Battaglione comando
- 93º Battaglione supporto (unità militare A5068)
- 230º Battaglione logistico
- 190º Centro addestramento

### Unità subordinate alle Forze terrestri
- 414ª Brigata sistemi senza pilota "Birds of Madyar"
- 20º Reggimento sistemi senza pilota "K-2" (unità militare A4118)[12]
- 21º Reggimento sistemi senza pilota
- 425º Reggimento sistemi senza pilota "Oči" (unità militare A5067)[13]
- 427º Reggimento sistemi senza pilota "Raroh"[14]
- 429º Reggimento sistemi senza pilota "Achilles"[15]
- 39º Battaglione sistemi senza pilota
- 419º Battaglione sistemi senza pilota "Varta" (unità militare A5027)[16]
- 420º Battaglione sistemi senza pilota "Chort" (unità militare A5042)[17]
- 422º Battaglione sistemi senza pilota "Luftwaffe" (unità militare А5047)
- 423º Battaglione sistemi senza pilota "Grifoni Sciti" (unità militare A5049)
- 428º Battaglione sistemi senza pilota
- 432º Battaglione sistemi senza pilota "Skyline"
- 433º Battaglione sistemi senza pilota "Eroi di Kruty"[18]
- 431º Battaglione sistemi senza pilota
- 434º Battaglione sistemi senza pilota

## Comandanti
- Colonnello Vadym Sucharevs'kyj (giugno 2024 - giugno 2025)
- Maggiore Robert Brovdi (giugno 2025 - in carica)[19]